# 안파치군

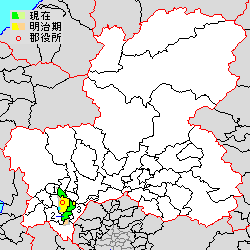
안파치 군의 위치

안파치군(일본어: 安八郡, あんぱちぐん)은 일본 기후현에 있는 군이다.
인구 40,918명, 면적 59.27km², 인구밀도 690명/km².(2025년 2월 1일, 추계인구)
이하 3정으로 구성된다.
- 안파치정(安八町)
- 고도정(神戸町)
- 와노우치정(輪之内町)

## 군역
1879년 행정 구역으로 발족 당시의 군역은 아래의 구역에 해당한다.
- 오가키시의 대부분
- 가이즈시의 일부
- 고도정의 대부분
- 와노우치정 전역
- 안파치정 전역
- 이비군 이케다정의 일부

## 역사
- 1889년 7월 1일 - 정촌제 시행으로, 아래의 정촌이 발족.(2정 107촌)
  - 오가키정(大垣町), 가마촌(河間村), 고후쿠지촌(興福地村), 이케지리촌(池尻村), 가사기촌(笠木村), 가사누이촌(笠縫村), 미나미잇시키촌(南一色村), 기도촌(木戸村), 미나미쿠이세촌(南杭瀬村), 우치아와라촌(内阿原村), 시마자토촌(島里村), 가마후에촌(釜笛村), 소부쓰촌(外渕村), 가와구치촌(川口村), 아사쿠사히가시촌(浅草東村), 아사쿠사나카촌(浅草中村), 아사쿠사니시촌(浅草西村), 히가시마에촌(東前村), 나가사와촌(長沢村), 노기노모리촌(禾森村), 쓰키스테촌(築捨村), 에사키촌(江崎村), 다카하시촌(高橋村), 후루미야촌(古宮村), 고이즈미촌(小泉村), 스구에촌(直江村), 히라촌(平村), 고메노촌(米野村), 후카이케촌(深池村), 난바노촌(難波野村), 이마후쿠촌(今福村), 요야스촌(世保村), 스노마타촌(墨俣村), 니시하시촌(西橋村), 시모주쿠촌(下宿村), 후타쓰기촌(二ツ木村), 와고촌(和合村), 이마주쿠촌(今宿村), 미쓰즈카촌(三塚村), 가가노촌(加賀野村), 고노촌(小野村), 사와타리촌(沢渡村), 하야시히가시촌(林東村), 하야시나카촌(林中村), 가쿠덴촌(楽田村), 가이조네촌(貝曽根村), 기타가타촌(北方村), 소네촌(曽根村), 료케촌(領家村), 나카노촌(中野村), 나카가와촌(中川村), 소도지마촌(草道島村): 현 오가키시
  - 이마오정(今尾町), 다카다촌(高田村), 산고촌(三郷村), 부시가와촌(仏師川村), 히라하라촌(平原村), 와키노촌(脇野村), 쓰치쿠라촌(土倉村), 니시지마촌(西島村): 현 가이즈시
  - 시나리촌(四成村): 현 오가키시, 고도정
  - 세코촌(瀬古村), 가노촌(加納村), 나카자와촌(中沢村), 고도촌(神戸村), 미나미가타촌(南方村), 니시노호촌(西保村), 스에모리촌(末守村), 기타잇시키촌(北一色村), 사라야시키촌(更屋敷村), 다촌(田村), 요코이촌(横井村), 야스쓰구촌(安次村), 조로쿠도촌(丈六道村), 사이다촌(斎田村), 야나제촌(柳瀬村), 오치아이촌(落合村): 현 고도정
  - 고리토리촌(氷取村), 다이묘진촌(大明神村), 나카스촌(中須村), 오노촌(大野村), 미나미이마가후치촌(南今ヶ淵村), 젠코촌(善光村), 모리베촌(森部村), 미나미조촌(南条村), 오모리촌(大森村), 기타이마가후치촌(北今ヶ淵村), 나카촌(中村), 마키촌(牧村), 우마노세촌(馬瀬村), 니시무스부촌(西結村), 히가시무스부촌(東結村): 현 안파치정
  - 사토촌(里村), 난바촌(南波村), 혼도촌(本戸村), 후쿠즈카촌(福束村), 나카고촌(中郷村), 요고촌(四郷村), 시모오구레촌(下大榑村), 시모오구레신덴(下大榑新田), 미사토촌(三里村), 후쿠즈카신덴(福束新田), 나카고신덴(中郷新田), 모이케신덴(藻池新田), 미루신덴(海松新田), 오요시신덴(大吉新田), 시오바미촌(塩喰村), 마쓰우치촌(松内村): 현 와노우치정
  - 시로토리촌(白鳥村)(현 고도정, 현 이비군 이케다정)
- 1890년 3월 24일 - 미사토촌이 개칭하여 고코토부키촌(御寿村)이 됨.
- 1892년 8월 6일 - 고도촌이 정제 시행으로 고도정(神戸町)이 됨.(3정 106촌)
- 1894년 9월 24일 - 스노마타촌이 정제 시행으로 스노마타정(墨俣町)이 됨.(4정 105촌)
- 1897년 4월 1일 - 아래의 정촌 통합이 이뤄짐.(3정 19촌)
  - 아사쿠사촌(浅草村) ← 아사쿠사히가시촌, 아사쿠사나카촌, 아사쿠사니시촌, 다기군 요코조네촌: 현 오가키시
  - 스모토촌(洲本村) ← 우치아와라촌, 시마자토촌, 가와구치촌, 가마후에촌, 소부쓰촌: 현 오가키시
  - 야스이촌(安井村) ← 히가시마에촌, 나가사와촌, 에사키촌, 다카하시촌, 노기노모리촌, 쓰키스테촌: 현 오가키시
  - 다기시마촌(多芸島村) ← 미나미쿠이세촌(일부), 다기군 다기시마촌, 가미가사촌, 히가시오토바촌, 니시오토바촌, 다카부치촌: 현 오가키시
  - 기타쿠이세촌(北杭瀬村) ← 이케지리촌, 고후쿠지촌, 가마촌, 가사누이촌, 가사기촌, 미나미잇시키촌, 기도촌: 현 오가키시
  - 가와나미촌(川並村) ← 후루미야촌, 히라촌, 스구에촌, 고이즈미촌, 고메노촌, 후카이케촌, 난바노촌, 이마후쿠촌: 현 오가키시
  - 마키촌 ← 마키촌, 우마노세촌: 현 안파치정
  - 나카가와촌 ← 소네촌, 기타가타촌, 료케촌, 나카가와촌, 나카노촌, 가쿠덴촌, 가이조네촌, 하야시히가시촌, 하야시나카촌: 현 오가키시
  - 미키촌(三城村) ← 요야스촌, 이마주쿠촌, 미쓰즈카촌, 고노촌, 가가노촌, 사와타리촌: 현 오가키시
  - 무스부촌(結村) ← 니시무스부촌, 히가시무스부촌: 현 안파치정
  - 미나미히라노촌(南平野村) ← 소도지마촌(현 오가키시), 시나리촌(현 오가키시, 고도정), 니시노호촌, 미나미가타촌, 가노촌, 나카자와촌(현 고도정)
  - 후쿠즈카촌 ← 사토촌, 난바촌, 후쿠즈카촌, 혼도촌, 나카고촌, 시오바미촌: 현 와노우치정
  - 스노마타정 ← 스노마타정, 후타쓰기촌, 니시하시촌, 시모주쿠촌: 현 오가키시
  - 나모리촌(名森村) ← 고리토리촌, 다이묘진촌, 미나미이마가후치촌, 기타이마가후치촌, 모리베촌, 오모리촌, 미나미조촌, 나카촌, 젠코촌, 오노촌, 나카스촌: 현 안파치정
  - 기타히라노촌(北平野村) ← 시로토리촌(현 이비군 이케다정), 요코이촌, 다촌, 야스쓰구촌, 조로쿠도촌(현 고도정)
  - 고도정 ← 고도정(일부), 스에모리촌, 기타잇시키촌, 사라야시키촌: 현 고도정
  - 시모미야촌(下宮村) ← 사이다촌, 야나제촌, 오치아이촌, 세코촌, 고도정(일부)
  - 고코토부키촌 ← 고코토부키촌, 요고촌: 현 와노우치정
  - 니키촌(仁木村) ← 후쿠즈카신덴, 나카고신덴, 모이케신덴, 미루신덴, 오요시신덴, 마쓰우치촌, 시모오구레촌, 시모오구레신덴: 현 와노우치정
  - 이마오정·다카다촌·산고촌·부시가와촌·히라하라촌·쓰치쿠라촌·와키노촌·니시지마촌이 합병하여 가이즈군 이마오정이 발족, 군에서 이탈.
- 1902년 8월 27일 - 고코토부키촌이 정제 시행과 개칭으로 오야부정(大薮町)이 됨.(4정 18촌)
- 1918년 4월 1일 - 오가키정이 시제 시행으로 오가키시(大垣市)가 되어, 군에서 이탈.(3정 18촌)
- 1928년 4월 15일 - 기타쿠이세촌의 일부가 후와군 아카사카정에, 잔여부가 오가키시에 각각 편입.
- 1934년 12월 5일 - 미나미쿠이세촌이 오가키시에 편입.(3정 16촌)
- 1935년 6월 1일 - 다기시마촌이 오가키시에 편입.(3정 15촌)
- 1936년 6월 1일 - 야스이촌이 오가키시에 편입.(3정 14촌)
- 1947년 10월 1일 - 스모토촌이 오가키시에 편입.(3정 13촌)
- 1948년
  - 6월 1일 - 아사쿠사촌이 오가키시에 편입.(3정 12촌)
  - 10월 1일 - 가와나미촌 및 마키촌의 일부가 오가키시에 편입.(3정 11촌)
- 1949년 4월 1일 - 나카가와촌이 오가키시에 편입.(3정 10촌)
- 1950년 4월 1일 - 기타히라노촌의 일부가 고도정에, 잔여부가 이비군 이케다촌에 각각 편입.(3정 9촌)
- 1951년 4월 1일 - 와고촌이 오가키시에 편입.(3정 8촌)
- 1952년 6월 1일 - 미키촌이 오가키시에 편입.(3정 7촌)
- 1954년 4월 1일(3정 3촌)
  - 후쿠즈카촌·니키촌·오야부정이 합병하여, 와노우치정(輪之内町)이 발족.
  - 고도정·시모미야촌 및 미나미히라노촌의 대부분이 합병하여, 새로이 고도정이 발족. 미나미히라노촌의 잔여부가 후와군 아카사카정에 편입.
- 1955년 4월 1일 - 나모리촌·무스부촌·마키촌이 합병하여, 안파치촌(安八村)이 발족.(3정 1촌)
- 1960년 4월 1일(4정)
  - 안파치촌이 정제 시행으로 안파치정(安八町)이 됨.
  - 고도정이 이비군 오노정의 일부를 편입.
- 2006년 3월 27일 - 스노마타정이 오가키시에 편입.(3정)